# ورزشگاه آزال آرنا
ورزشگاه آزال آرنا (به ترکی استانبولی: AZAL Arena stadionu) یک ورزشگاه فوتبال در شهر باکو کشور جمهوری آذربایجان و متعلق به باشگاه فوتبال آزال که در سال ۲۰۱۱ میلادی  با گنجایش استاندارد ۳٬۵۰۰ نفری تأسیس شده‌است. در حال حاضر بازی‌های خانگی تیم فوتبال باشگاه فوتبال آزال در این ورزشگاه برگزار می‌شود. این ورزشگاه از جانب یوفا دارای سطح‌بندی دوستاره(**) می‌باشد.
ورزشگاه آزال آرنا یکی از ورزشگاه‌های میزبان مسابقات جام‌جهانی دختران زیر۱۷ سال که در سال ۲۰۱۲ به میزبانی جمهوری آذربایجان برگزارشد، انتخاب شده‌بود.